# Psychotria geminodens
Psychotria geminodens är en måreväxtart som beskrevs av Karl Moritz Schumann. Psychotria geminodens ingår i släktet Psychotria och familjen måreväxter. Inga underarter finns listade i Catalogue of Life.